# Hedwig Haudum
Hedwig Haudum (* 1920 in Vorderweißenbach; † 1990 in St. Veit im Mühlkreis) war eine österreichische Komponistin, Heimatdichterin, Mundartautorin und Liedtexterin.
Hedwig Haudum schuf mehr als 160 Lieder und ebenso viele Gedichte. Das Werk umfasst hauptsächlich Volks- und Heimatlieder aus dem Mühlviertel und dem Böhmerwald, geistliche Lieder und Kinderlieder. Von ihr stammen beispielsweise die Lieder Mei liabs Mühlviertl, Mei liabs Oberösterreich, I bin a Mühlviertla und das Adventlied Lasst uns ein.
Von einigen Liedern existieren Aufnahmen der in den 1970er und 1980er Jahren populären Mühlviertler Volksmusikanten „Sternstein Duo“. Der Bayerische Rundfunk produzierte mit dem Tölzer Knabenchor unter der Chorleitung ihres Enkels Clemens Haudum eine Sendung mit einer Aufnahme eines ihrer Adventslieder, die zum Repertoire dieses Chores gehören.